# Distribuții de probabilitate
În teoria probabilităților și statistică, distribuția de probabilitate (repartiția) descrie probabilitatea valorilor uneia sau mai multor variabile aleatoare. 
În cazul variabilelor discrete, distribuția identifică valorile și probabilitatea fiecărei valori. Pentru variabilele continue, distribuția identifică valorile posibile și probabilitatea intervalelor de valori.

## Distribuțiile de probabilitate

### Distribuții discrete
- Distribuția Bernoulli
- Distribuția binomială
- Distribuția Poisson
- Distribuția hipergeometrică

### Distribuții continue
- Distribuția normală
- Distribuția Gamma
- Distribuția exponențială
- Distribuția Rayleigh
- Distribuția triunghiulară (Simpson)
- Distribuția probabilității egale (distribuția uniformă)